# Ribera del Fresno
Ribera del Fresno je španělská obec situovaná v provincii Badajoz (autonomní společenství Extremadura).

## Poloha
Obec je vzdálena 10 km od města Villafranca de los Barros, 54 km od Méridy a 83 km od města Badajoz. Patří do okresu Tierra de Barros a soudního okresu Villafranca de los Barros.

## Historie
V roce 1594 tvořila obec část provincie León de la Orden de Santiago a čítala 754 obyvatel. V roce 1834 se obec stává součástí soudního okresu Almendralejo. V roce 1842 čítala obec 640 usedlostí a 2420 obyvatel.

## Odkazy

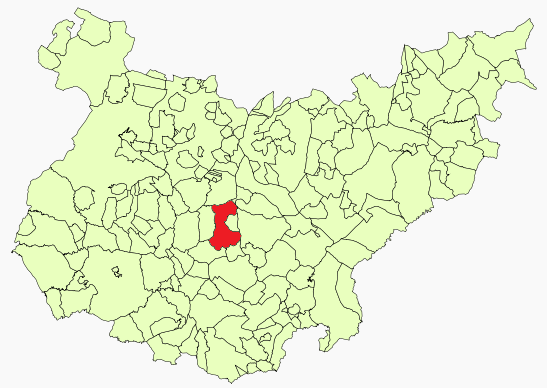
Poloha obce v provincii Badajoz

## Demografie
| Populace obce Ribera del Fresno z let (1842–2010) | Populace obce Ribera del Fresno z let (1842–2010) | Populace obce Ribera del Fresno z let (1842–2010) | Populace obce Ribera del Fresno z let (1842–2010) | Populace obce Ribera del Fresno z let (1842–2010) | Populace obce Ribera del Fresno z let (1842–2010) | Populace obce Ribera del Fresno z let (1842–2010) | Populace obce Ribera del Fresno z let (1842–2010) | Populace obce Ribera del Fresno z let (1842–2010) | Populace obce Ribera del Fresno z let (1842–2010) | Populace obce Ribera del Fresno z let (1842–2010) | Populace obce Ribera del Fresno z let (1842–2010) | Populace obce Ribera del Fresno z let (1842–2010) | Populace obce Ribera del Fresno z let (1842–2010) | Populace obce Ribera del Fresno z let (1842–2010) | Populace obce Ribera del Fresno z let (1842–2010) | Populace obce Ribera del Fresno z let (1842–2010) | Populace obce Ribera del Fresno z let (1842–2010) |
| ------------------------------------------------- | ------------------------------------------------- | ------------------------------------------------- | ------------------------------------------------- | ------------------------------------------------- | ------------------------------------------------- | ------------------------------------------------- | ------------------------------------------------- | ------------------------------------------------- | ------------------------------------------------- | ------------------------------------------------- | ------------------------------------------------- | ------------------------------------------------- | ------------------------------------------------- | ------------------------------------------------- | ------------------------------------------------- | ------------------------------------------------- | ------------------------------------------------- |
| 1842                                              | 1857                                              | 1860                                              | 1877                                              | 1887                                              | 1897                                              | 1900                                              | 1910                                              | 1920                                              | 1930                                              | 1940                                              | 1950                                              | 1960                                              | 1970                                              | 1981                                              | 1991                                              | 2001                                              | 2010                                              |
| 2 420                                             | 3 644                                             | 3 607                                             | 3 712                                             | 4 065                                             | 4 180                                             | 4 467                                             | 4 494                                             | 4 863                                             | 5 314                                             | 5 722                                             | 6 088                                             | 5 531                                             | 4 024                                             | 3 378                                             | 3 371                                             | 3 395                                             | 3 508                                             |